# Hotta Masamori
Hotta Masamori (jap. 堀田 正盛; * 16. Januar 1609; † 8. Juni 1651) war in der ersten Hälfte des siebzehnten Jahrhunderts Ratgeber und Vertrauter zweier Shōgune der Edo-Zeit in Japan.

## Lebensweg
Hotta Masamori, der auch unter dem Ehrentitel Kaga no Kami bekannt ist, war der Sohn von Hotta Masayoshi. Er diente zwei Shogunen, zunächst Hidetada. Ihm wurde aufgegeben zusammen mit fünf weiteren Samurai die Belange des Bakufu zu beraten. Aus dieser Gruppe ging dann als ständige Institution der „Ältestenrat“ (Rokunin-shū, seit 1662: wakadoshiyori (若年寄)) der shōgunalen Regierung hervor. Er hatte als Minister auf den Shōgun Tokugawa Iemitsu großen Einfluss.
Die Ländereien, mit denen er belehnt war, wurden im Lauf der Jahre immer mehr vergrößert, beginnend 1635 mit Kawagoe (Provinz Musashi, 26.000 koku), dann drei Jahre später Matsumoto (Provinz Shinano, 95.000 koku). Im Jahre 1642 wurde er zum Daimyō von Sakura (Provinz Shimousa, in der heutigen Präfektur Chiba), das ihm ein Einkommen von 145.000 koku einbrachte.
Aus Loyalität zum Shōgun beging er bei dessen Tod Selbstmord (junshi) zusammen mit Abe Shigetsugu, Uchida Masanobu, Saegusa Moriyoshi u. a., auf dass er seinem Herrn auch in der Nachwelt dienen könne. Sein Grab befindet sich in Nikkō.
Sein Sohn war Masatoshi (1651–84), nicht zu verwechseln mit Masatoshi (堀田 正利; † 1629, 59-jährig).

## Populäre Kultur
Als Charakter gespielt von Takeshi Maya kommt er im Film Shōgun Iemitsu no Ranshin - Gekitotsu (dt.: „Der Schatten des Shogun“) von 1989 vor.